# Hertogsingel
De Hertogsingel is een straat of singel aan de rand van het centrum van de Nederlandse stad Maastricht. De straat maakt deel uit van de drukke singelring van Maastricht. De ongeveer 550 meter lange straat heeft een gevarieerde bebouwing van voornamelijk herenhuizen en etagewoningen uit de eerste helft van de 20e eeuw.

## Naamgeving, ligging en verkeer
De Hertogsingel is genoemd naar de hertog van Brabant, die van circa 1200 tot 1632 medeheer was van het tweeherige Maastricht (samen met de prins-bisschop van Luik). De verhouding tussen die twee was in 1284 vastgelegd in de Alde Caerte. De laatste die in Maastricht de hertogstitel droeg was Filips IV van Spanje. De naam is gekozen naar analogie van andere singelnamen op de linker Maasoever: Prins Bisschopsingel, Statensingel en Fransensingel.
De straat ligt aan de westelijke rand van het Maastrichtse stadscentrum en vormt daar de grens tussen de centrumbuurt Kommelkwartier en Mariaberg in Maastricht-West. De straat loopt min of meer van noordwest naar zuidoost tussen het Koningin Emmaplein en het Tongerseplein, twee drukke rotondes, waar zich de Brusselsestraat, de Statensingel en de Sint Annalaan, respectievelijk de Tongerseweg en de Prins Bisschopsingel bij de Hertogsingel voegen. Daartussen liggen enkele zijstraten: aan de westzijde het Brandenburgerplein; aan de oostzijde de Calvariestraat en de Polvertorenstraat.
De Hertogsingel behoort als onderdeel van de singelring tot de drukkere verkeerswegen in Maastricht. De weg bestaat uit een middendeel voor het doorgaand verkeer met tweemaal twee rijbanen (inclusief voorsorteerstroken en busbanen) en twee vrijliggende ventwegen met voetpaden. De ventwegen doen tevens dienst als fietspaden en zijn voorzien van parkeerstroken. Tussen de hoofdrijbanen en de ventwegen liggen groenstroken met bomen (linden) en heesters. Bij het Brandenburgerplein staan verkeerslichten.

## Geschiedenis
De geschiedenis van het gebied rond de Hertogsingel loopt tot eind 19e eeuw parallel met die van de vesting Maastricht. Na de sloop van de vestingwerken werd de straat aangelegd als onderdeel van een rustige singelweg, die door de bouw van twee extra Maasbruggen in de tweede helft van de 20e eeuw transformeerde tot een van de hoofdverkeersstructuren in Maastricht.

### Vestinggordel (tot 1867)
De geschiedenis van het gebied rond de Hertogsingel loopt tot eind 19e eeuw parallel met die van de vestingwerken van Maastricht. Eind 13e eeuw bleek de eerste middeleeuwse stadsmuur te krap. Door de bouw van een tweede enceinte werden de langs de uitvalswegen ontstane voorsteden binnen de ommuurde stad gebracht. De muur was pas omstreeks 1500 voltooid. De muur had op de linker Maasoever een hoogte variërend van 6 tot 9 m en een lengte van 4,4 km (inclusief ca. 850 m bestaande muur, voornamelijk langs de Maasoever). In het zuidwestelijk deel kwamen twee nieuwe stadspoorten: de Tongersepoort en de Brusselsepoort. Aan de veldzijde van de daartussen gelegen stadsmuur lag een (droge) gracht, die enkele tientallen meters oostelijk van de huidige Hertogsingel lag. Op de plattegrond van Maastricht van Braun en Hogenberg in de atlas Civitates orbis terrarum uit 1575 is parallel aan de gracht (blauw ingekleurd, hoewel vrijwel altijd droog) een weg getekend, maar dit was waarschijnlijk niet meer dan een pad. Op dezelfde plattegrond zijn tussen de Brusselsepoort en de Tongersepoort vijf ronde muurtorens te zien. De eerste toren vanaf de Brusselsepoort is wellicht de in 1547 en 1568 genoemde toren de Nachtegael. Daarna volgen de Sint-Servaastoren, de Hackenkamer (genoemd naar de haakbussen die er werden opgeborgen), een naamloze toren en de toren Merkat ("Merketgien"), ook Hoerentoren ("Huyrentorne"), naar de boetes op overspel waarmee het onderhoud bekostigd werd.

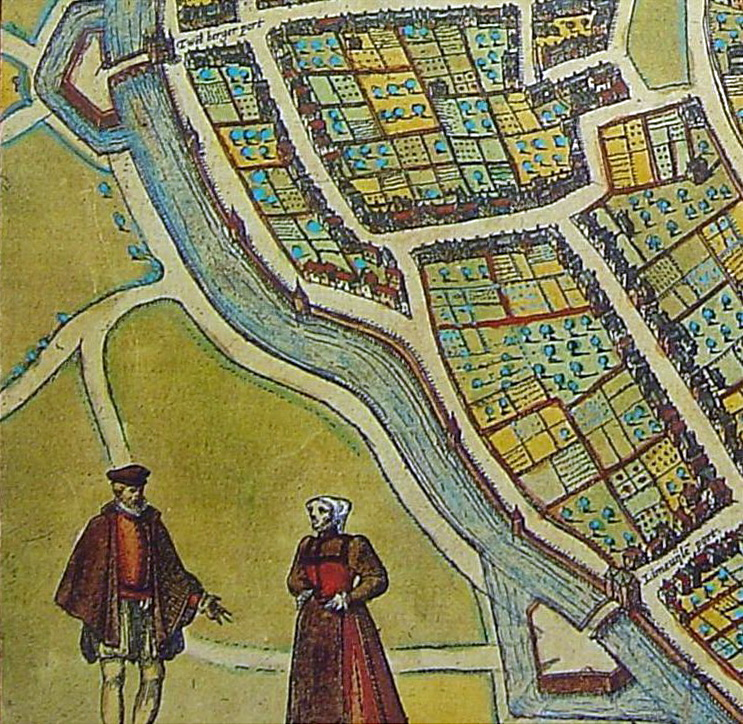
Zuidwestelijke stadswal tussen Brusselsepoort en Tongersepoort (Braun & Hogenberg, 1575)

In de 16e eeuw werden de muurtorens omgebouwd tot rondelen door ze te verlagen en vol te storten met aarde, zodat er zwaar geschut kon worden opgesteld. De stadsmuur werd aan de binnenzijde versterkt met een aarden wal, zodat deze beter bestand was tegen de sterk toegenomen vuurkracht van het geschut. In de 16e en 17e eeuw werden op strategische plaatsen achter de stadsmuur cavaliers of katten aangelegd, verhoogde platforms met ruimte voor extra geschut. De kat Brandenburg bleek in 1748 de grootste van de stad met ruimte voor 14 of 15 kanonnen. De kat was voorzien van een ondergronds kruitmagazijn. Na het beleg van 1632 werd een 'royale sortie' aangelegd bij de kat Brandenburg (sortie 'Aen de Schuer'), geschikt voor de passage van ruiters. Bij de Brusselsepoort en de Tongersepoort bevonden zich kazernes.

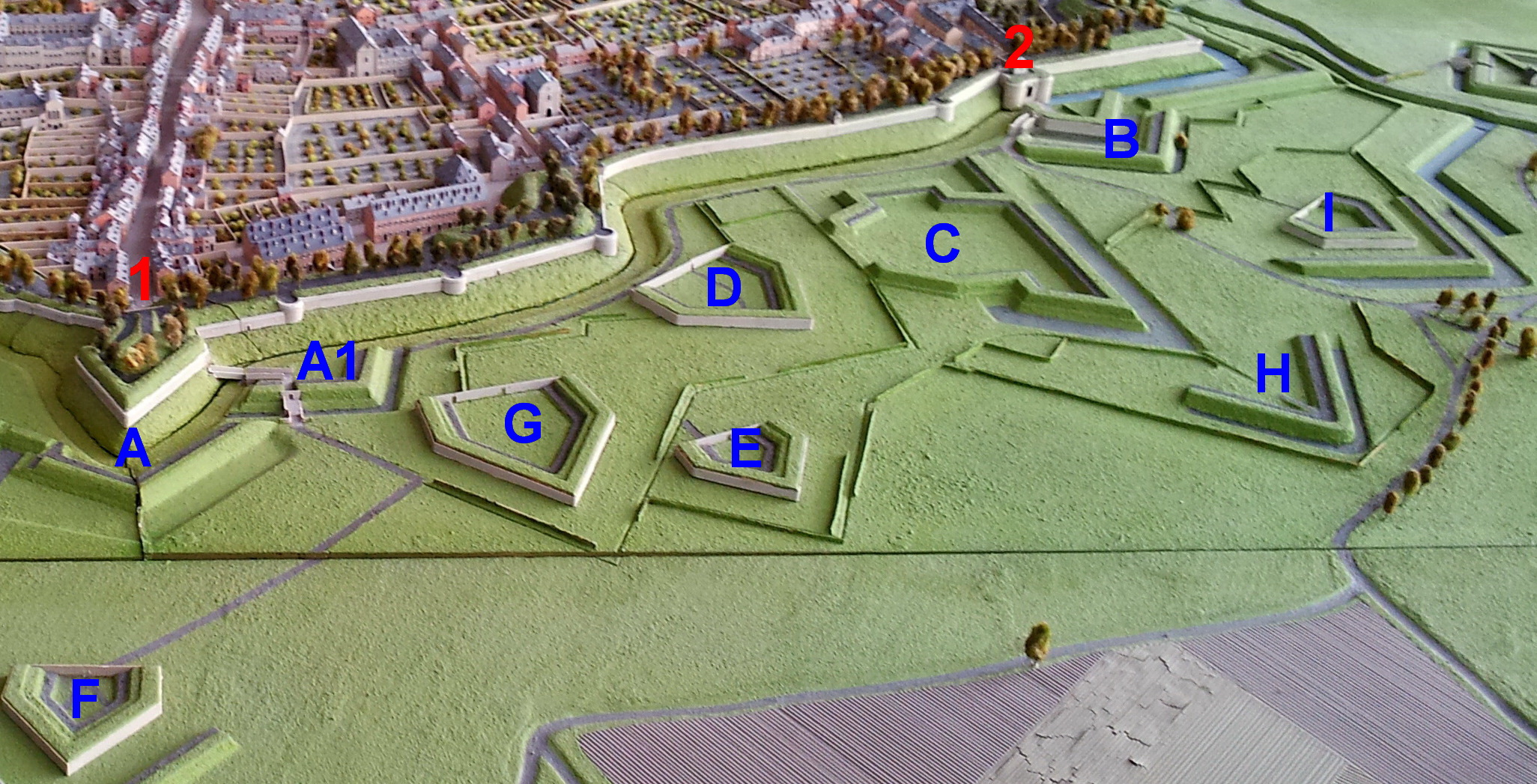
Maquette van Maastricht (ca. 1750) met buitenwerken tussen Brusselsepoort (1) en Tongersepoort (2)

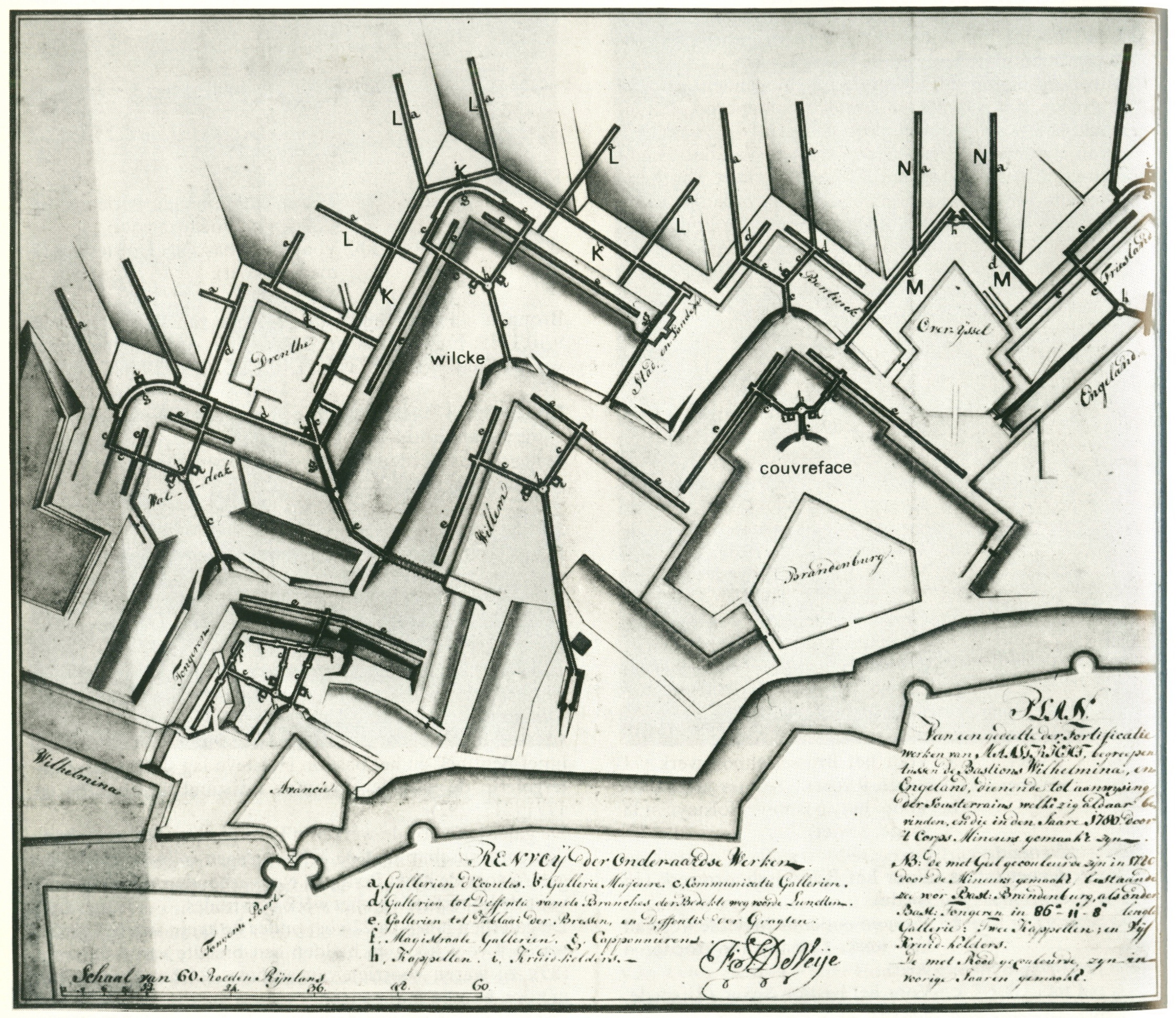
Boven- en ondergrondse vestingwerken bij bastion Brandenburg (F. de Veije, ca. 1775)

Na het beleg van Maastricht door Parma in 1579 werden buiten de Brusselse- en Tongersepoort ravelijnen en avancées aangelegd (A, A1 en B op de maquette hiernaast). Na de verovering van de stad door Frederik Hendrik in 1632 werden de buitenwerken in het gebied uitgebreid met onder andere het hoornwerk bij de Tongersepoort (C) en het bastion Brandenburg (D). De vierkante schansen op de linker en rechter Jekeroever uit circa 1640 werden al in 1673 gesloopt. Dat deze buitenwerken bij lange na niet voldeden bleek bij het beleg van 1673, toen de stad in minder dan twee weken door Lodewijk XIV werd ingenomen. De Franse vestingbouwer Vauban stelde diverse verbeteringen voor, waarvan een deel tijdens de vijf jaar durende bezetting werd gerealiseerd. In het westelijk deel van de Hoge Fronten werd het Jekerkanaal gegraven en kwamen de lunetten d'Estrades en Condé tot stand (E, F). Rond 1690 kwamen het bastion Engeland (G) en de couvre-face bij de zuidwesthoek van de vesting gereed (H), naar plannen van toenmalig ingenieur-fortificatiemeester Daniël van Dopff (later militair gouverneur van Maastricht). Tevens werd het "demi-lune des Mousquetaires" vervangen door het nog bestaande bastion Waldeck (I). Op de door de Fransen omstreeks 1750 gebouwde Maquette van Maastricht zijn deze werken duidelijk te herkennen.
Omstreeks 1750 presenteerde militair ingenieur Pieter de la Rive (1694-1771) zijn ambitieuze plannen voor de modernisering van de vestingwerken op de linker Maasoever. Tussen de Tongersepoort en de Brusselsepoort verdween de avancée bij de Brusselsepoort, werden de lunetten d'Estrades en Condé uitgebreid en kwamen het bastion Willem, de lunetten Bentinck en Vroenhof, en de couvre-faces Wilcke, Brandenburg en Friesland tot stand. In 1772 volgde Carel Diederik du Moulin (1728-1793) De la Rive op als directeur van het Departement van Fortificatiën van Overmaze, waaronder de vesting Maastricht ressorteerde. Ook hij maakte plannen om de Hoge Fronten te verbeteren, met name het deel tussen de Brusselsepoort en de Lindenkruispoort, vanaf 1773 door zijn opvolger François de Veye uitgevoerd (Linie van Du Moulin). Tussen de Brusselsepoort en de Tongersepoort werden verbeteringen aan bestaande vestingwerken uitgevoerd, zoals de bastions Engeland en Waldeck en de lunetten Bentinck en d'Estrades (daarna Overijssel genoemd). Aan het bastion Waldeck werd het nog deels bestaande lunet Drenthe toegevoegd. Verder naar het noorden werd het redan Stad en Lande gebouwd. De in de 17e en 18e eeuw tot stand gekomen buitenwerken in de Hoge Fronten waren alle voorzien van een uitgebreid mijnenstelsel. Deze zogenaamde "kazematten" (Maastrichts: "katsj"), merendeels uit de tweede helft van de 18e eeuw, zijn onder de Hertogsingel en de aanpalende buurt Blauw Dorp (Mariaberg) vrijwel ongeschonden bewaard gebleven.

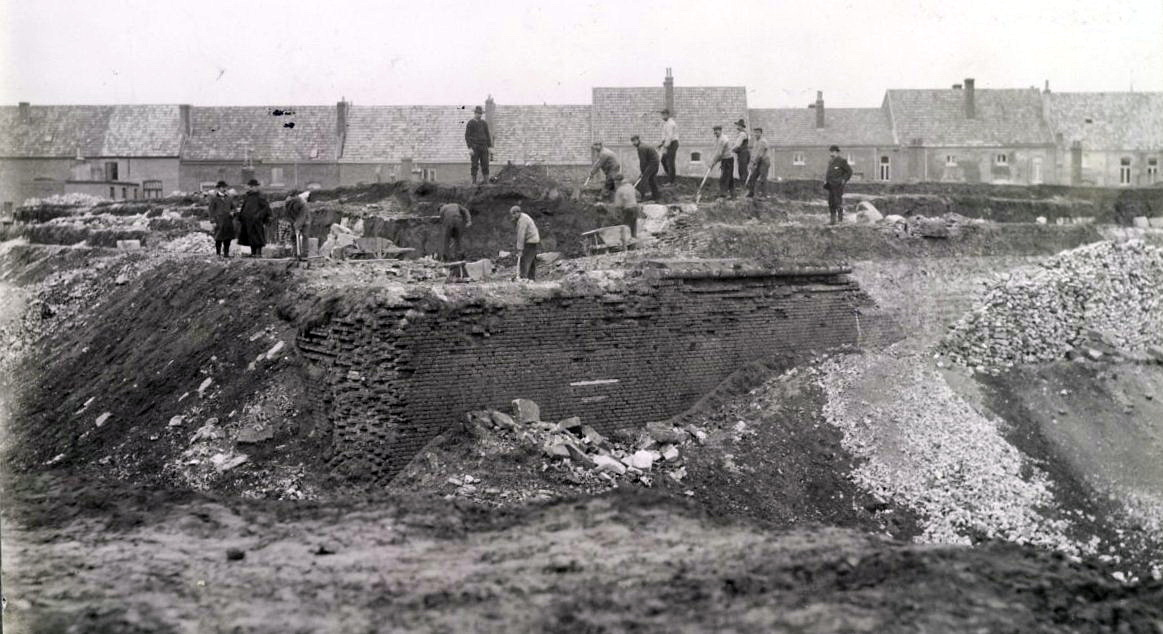
Sloop stadsmuur en bastion (Brandenburg?) nabij Jekerstraat, na 1867

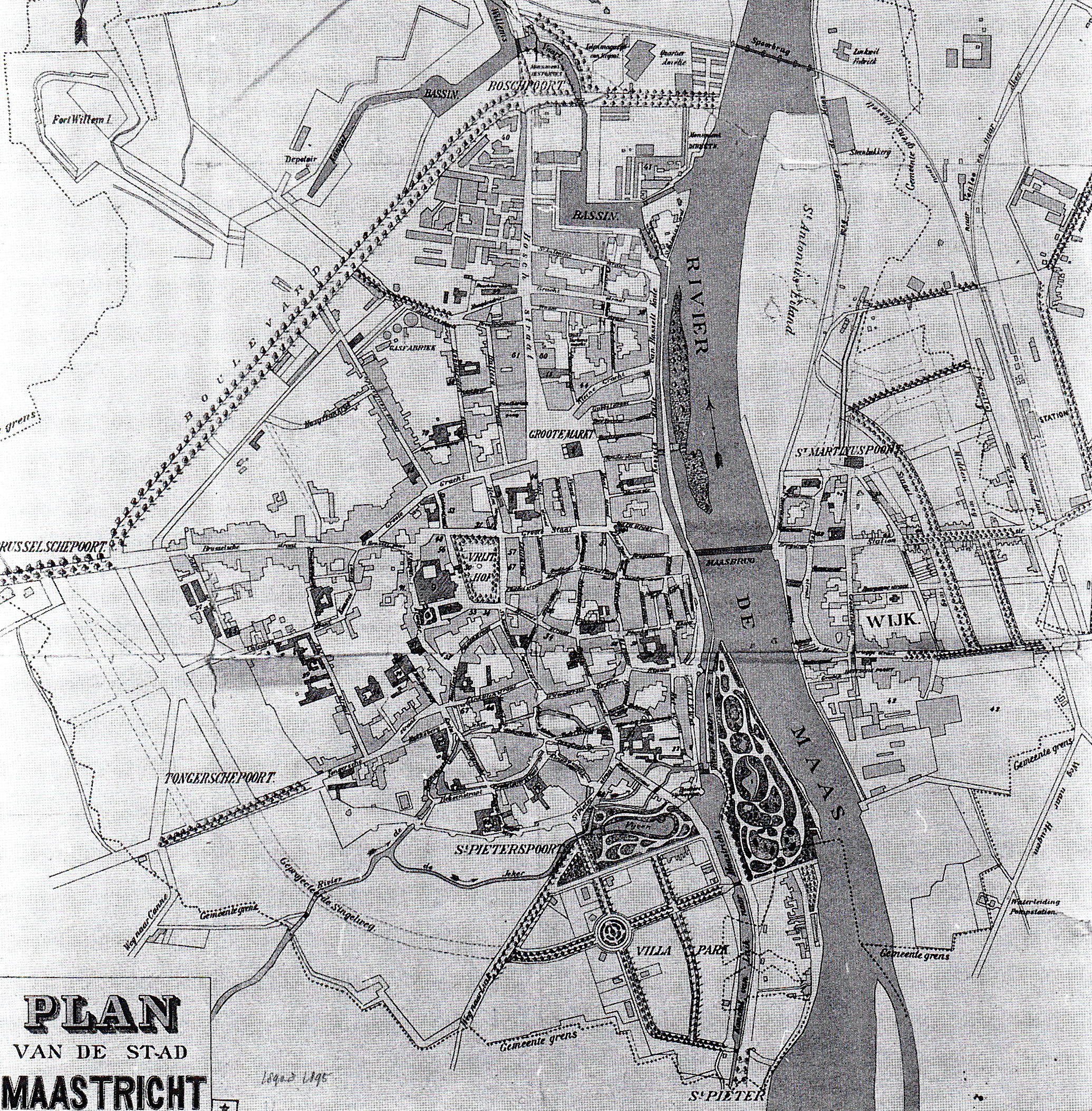
Deels voltooide singelstructuur op een plattegrond uit ca. 1895. De Hertogsingel is net aangelegd maar nog onbebouwd

### Singelweg (1867–1950)
Na de opheffing van de vestingstatus in 1867 werd de vesting Maastricht in opdracht van het Ministerie van Oorlog ontmanteld, waarna de gronden werden overgedragen aan de Dienst der Registratie en Domeinen voor verdere sloop en herbestemming. De stadspoorten vielen onder de zeggenschap van het gemeentebestuur. De Brusselsepoort, de Tongersepoort en het daartussen gelegen deel van de walmuur werden tussen 1867 en 1874 afgebroken. Met het puin werd de stadsgracht opgevuld. Al in 1867 kwam de ontmantelingscommissie met een eerste schets voor de uitleg van de stad. De gemeente Maastricht volgde in hetzelfde jaar met een "Project van percees en boulevards". Beide gingen uit van een singel- of  boulevardstructuur rondom de ontmantelde stad, zoals dat door de rijksingenieur F.W. van Gendt voor de meeste voormalige vestingsteden werd voorgesteld. Van Maastrichtse zijde waren achtereenvolgens de stadsarchitecten A. Cuypers, J.H. Nivel en vanaf 1873 W.J. Brender à Brandis verantwoordelijk voor de uitwerking van de plannen. Pas met laatstgenoemde kwam er schot in de plannen. Begonnen werd met het noordwestelijk deel, aangezien daar de belangrijkste industrieën gevestigd waren, die in die tijd in Maastricht het primaat hadden. Tussen 1874 en 1876 kwamen de huidige Statensingel, Frontensingel en Fransensingel tot stand. Van het zuidelijk deel van de 'boulevard' werd aanvankelijk slechts een klein deel in het Villapark aangelegd; de aanleg van de Hertogsingel moest tot 1891-93 wachten en het westelijk deel van de Prins Bisschopsingel tot 1920.

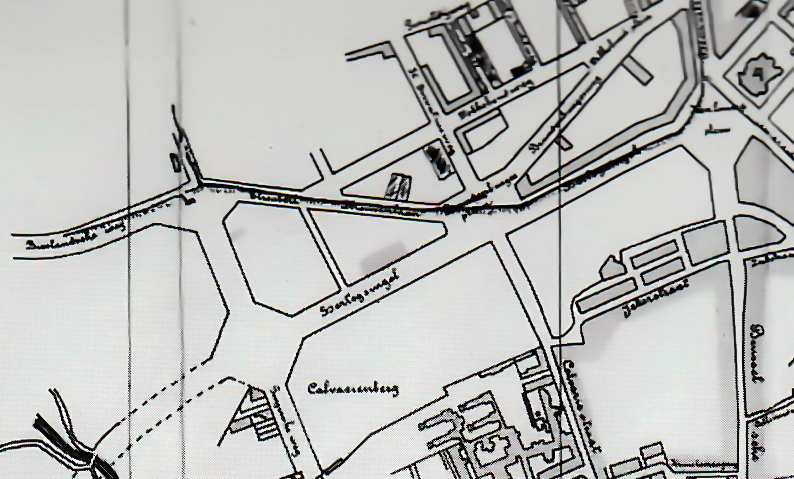
Tramlijn en eerste bebouwing, 1914

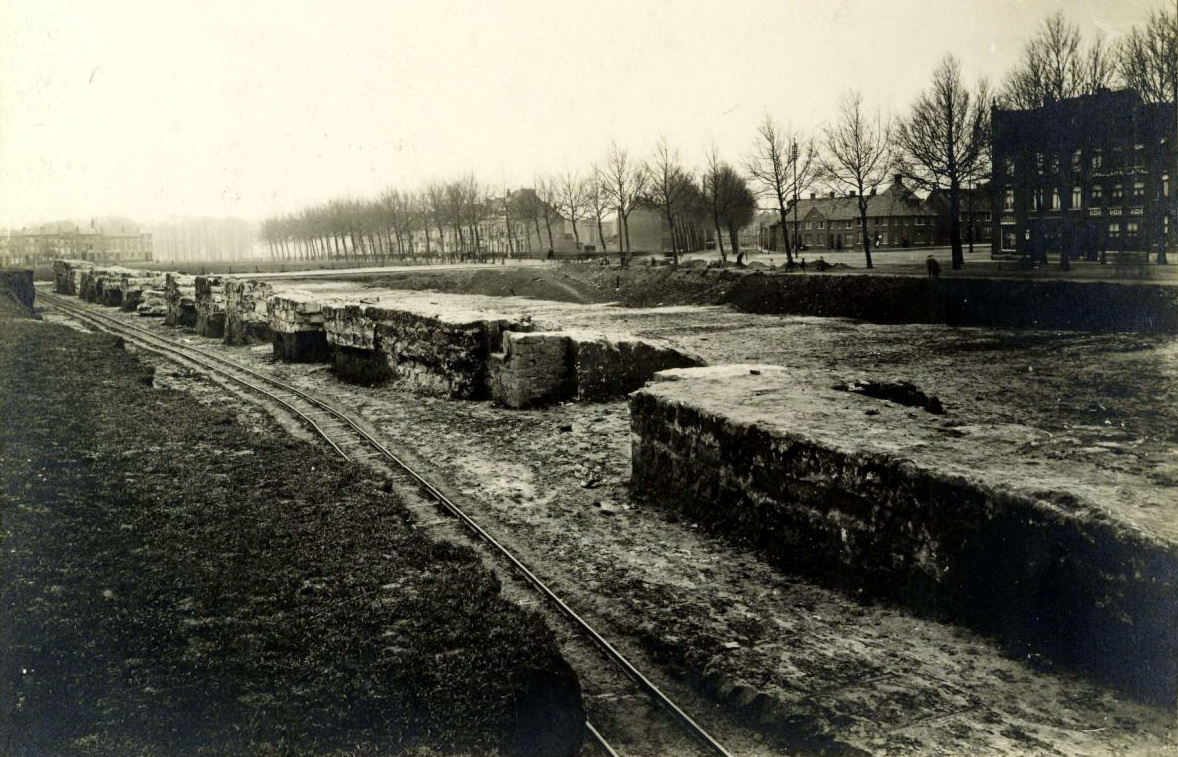
Deels gesloopte vestingwerken en tramrails, ca. 1915-1920

De Hertogsingel werd op enkele tientallen meters afstand van de gesloopte stadsmuur aangelegd. De buitenwerken werden hier pas vanaf 1891 (oppervlakkig) gesloopt; het ondergrondse deel van de vestingwerken bleef in tact. De voornaamste reden om dit deel van de singelweg aan te leggen was de komst van de stoomtram door het Jekerdal naar Glons. Deze verbond vanaf 1894 het tramstation aan het Koningin Emmaplein via het noordelijk deel van de Hertogsingel, het Brandenburgerplein en de Elisabeth Strouvenlaan met het Cannerplein. Vanaf circa 1898 reed ook de stoomtram naar Maaseik over dit traject en vanaf 1924 tevens de tram naar Vroenhoven en Tongeren. De lijnen leidden na de Eerste Wereldoorlog een kwijnend bestaan en werden in 1943 definitief opgeheven (zie ook: Buurtspoorwegen van de provincie Limburg).
De eerste huizen werden pas na 1900 aan de westzijde van de Hertogsingel gebouwd. Ten westen hiervan verrees vanaf 1907 de arbeiderswijk Blauw Dorp. De sloop van de buitenwerken tussen de Hertogsingel en de Jekerstraat was pas omstreeks 1920 voltooid, waarna de bebouwing van de oostzijde van de singel kon beginnen. Op een luchtfoto uit circa 1933 is te zien dat het terrein tussen de Hertogsingel en het Ziekenhuis Calvariënberg nog onbebouwd was. Voor het begin van de Tweede Wereldoorlog was de straat voltooid. Aan het einde van de oorlog verbleven veel Maastrichtenaren vanwege het voortdurend luchtalarm in de ondergrondse vestingwerken ("de katsj") onder en nabij de Hertogsingel.

### Ring Maastricht (na 1950)
Vanaf de jaren 1950 werd het verkeer op de Hertogsingel door het toenemend autobezit steeds intensiever. Aanvankelijk was de singel ingericht met twee gescheiden rijwegen en daartussen een parkachtige strook en een wandelweg. In 1962 werden de bomen gerooid; op een luchtfoto uit 1963 is te zien dat de middenstrook toen in gebruik was als parkeerterrein. Een jaar later kwam de huidige indeling tot stand, echter zonder bomen. In 2011 werd de straat opnieuw ingericht en werden er 56 lindebomen geplant. Na de ingebruikname van de John F. Kennedybrug (1968) en de Noorderbrug (1984) was de Ring Maastricht gesloten en ging de Hertogsingel tot de drukste doorgaande wegen van de stad behoren. In 2018 werd het tracé van de Noorderbrugaanlanding op de westelijke Maasoever verlegd, zodat de Noorderbrug niet langer aansloot op de singelring. Het is niet bekend of de verkeersintensiteit op de Hertogsingel daardoor is afgenomen.

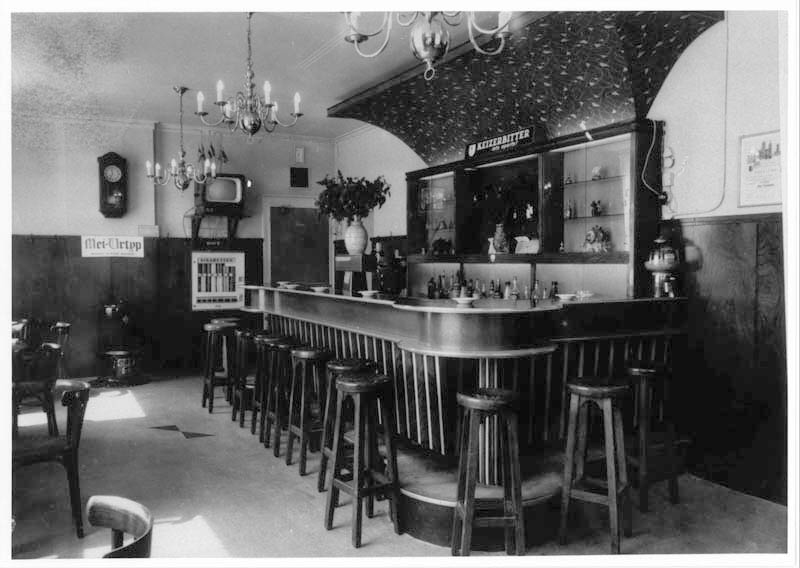
Café hoek Hertogsingel-Brandenburgerplein, 1955-60
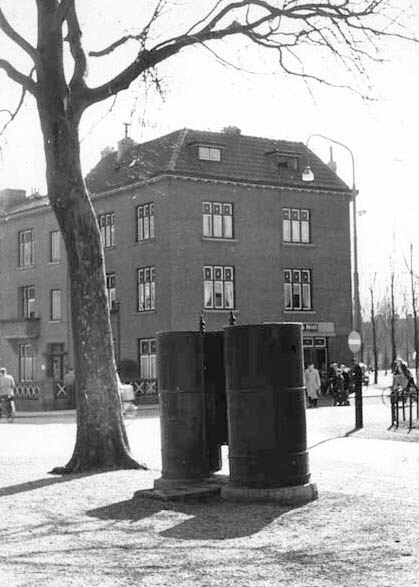
Urinoir op de middenstrook bij Brandenburgerplein, 1955-60
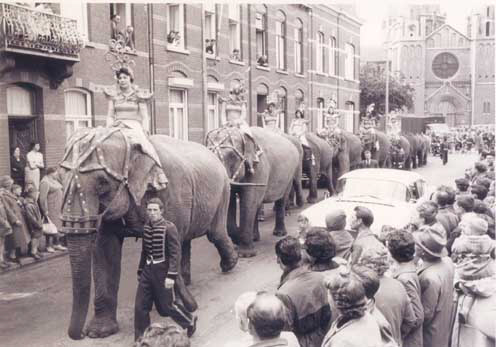
Olifantenparade van Circus Williams, 1961
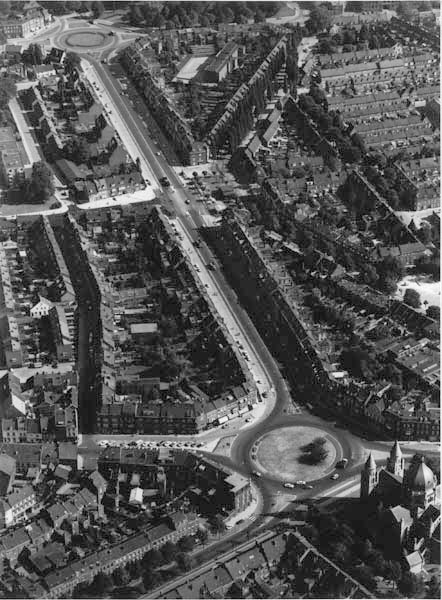
De Hertogsingel na de herinrichting, 1964

## Architectuur

### Westzijde
Aan de westzijde van de Hertogsingel (even huisnummers) staan voornamelijk herenhuizen in traditioneel-ambachtelijke stijl uit de periode 1900-1925, waarvan er ongeveer vijftig gemeentelijke monumenten zijn. De meeste huizen zijn opgetrokken in rode of bruine baksteen, soms met horizontale banden van hard- of kunststeen, of met segmentbogige versieringen boven de vensters met contrasterende sluitstenen. Veel huizen hebben balkons met geornamenteerde consoles en giet- of smeedijzeren balustrades.

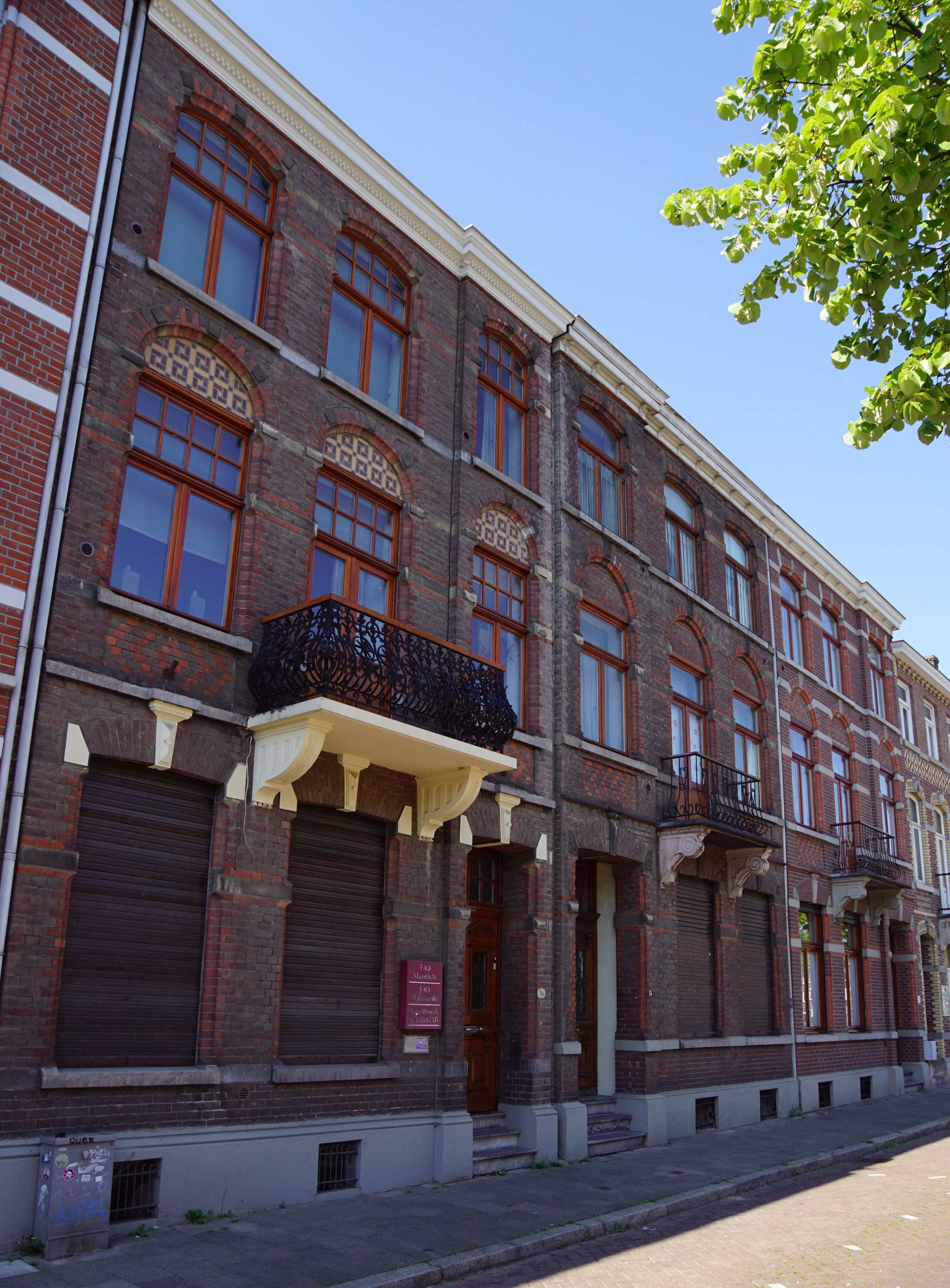
Hertogsingel 10-16
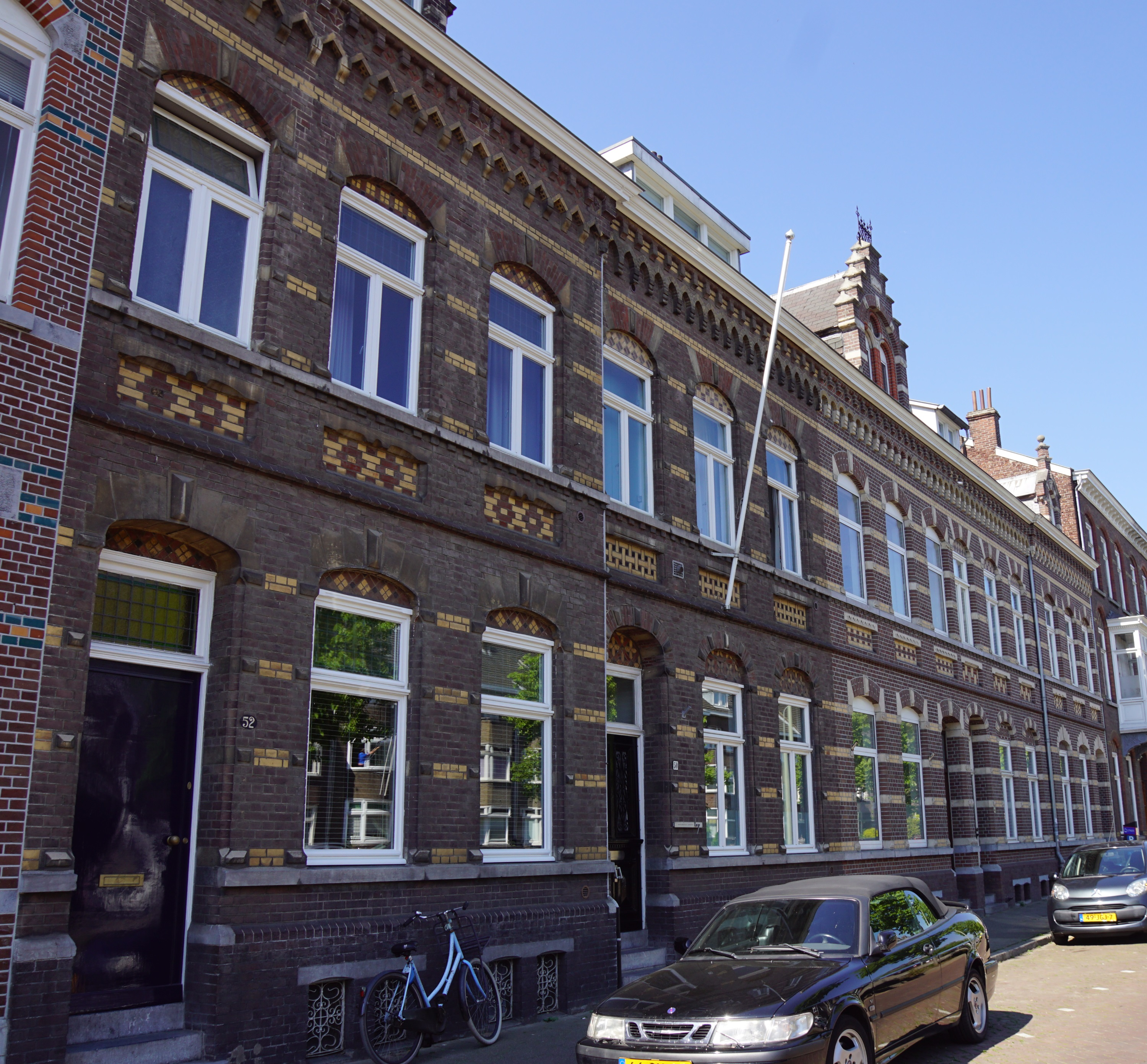
Nrs. 44-52
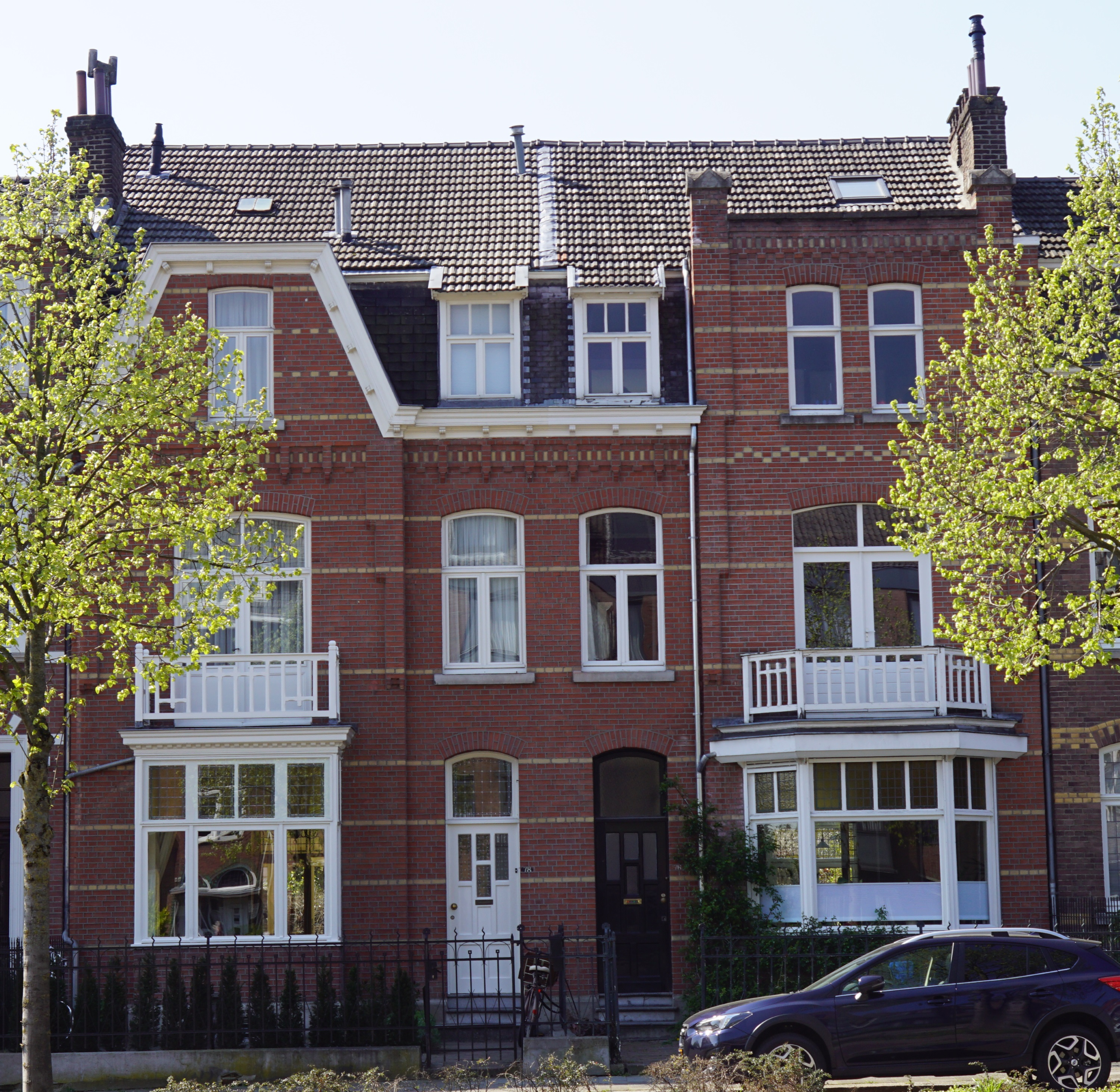
Nrs. 76-78
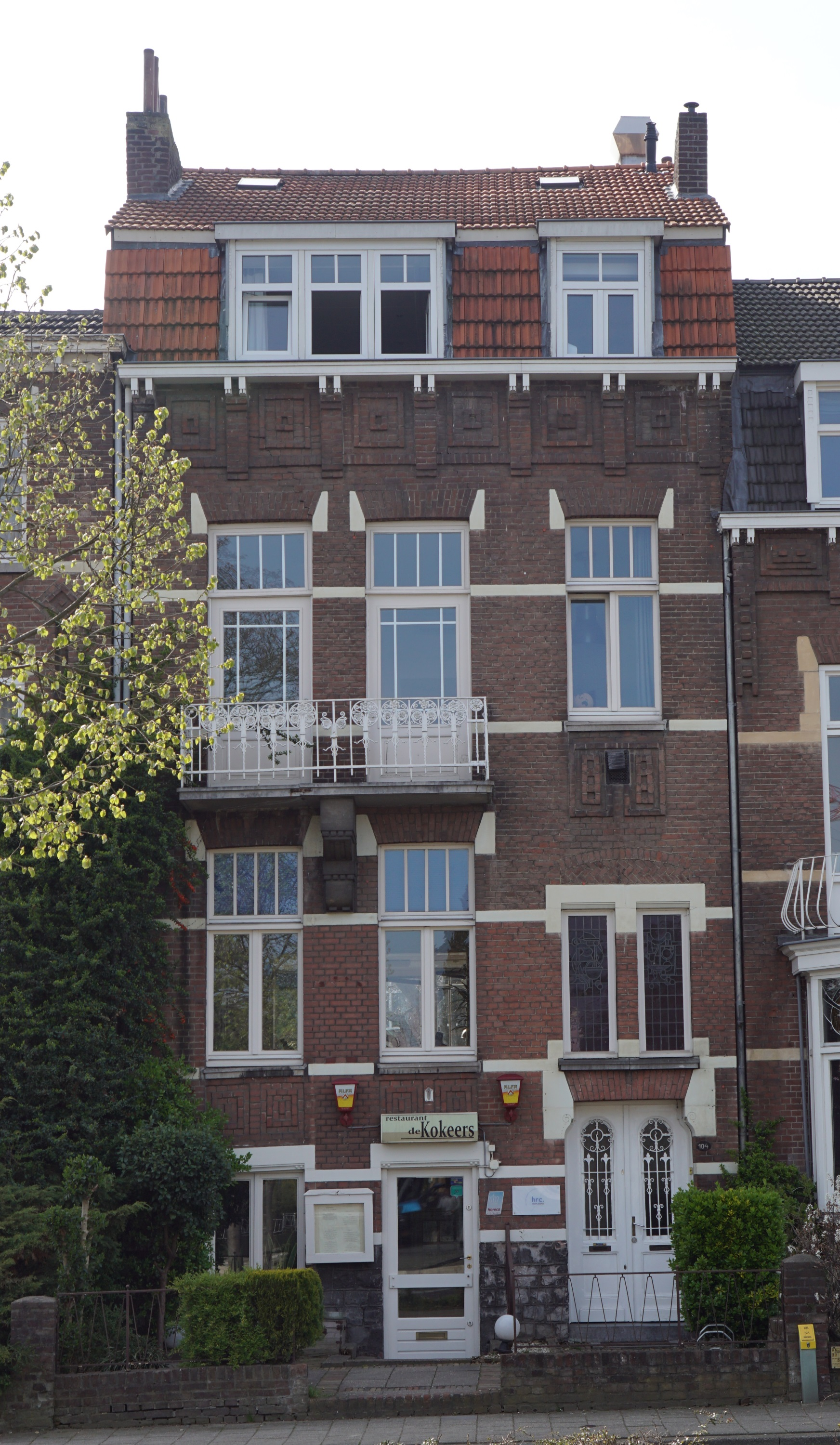
Nr. 104

### Oostzijde
De oostzijde van de Hertogsingel (oneven huisnummers) werd pas vanaf circa 1930 bebouwd. Het pand Hertogsingel 43, een dokterswoning met praktijkruimte gebouwd naar een ontwerp van Alphons Boosten uit 1933, is een rijksmonument. Nabij het Tongerseplein en de Polvertorenstraat liggen enkele vrijstaande of halfvrijstaande huizen. Hertogsingel 97-99 is een vrijstaand dubbel woonhuis in traditionalistische stijl uit 1939. Het gestucte en wit geschilderde pand heeft een natuurstenen plint en een grijs pannendak met twee dakkapellen.

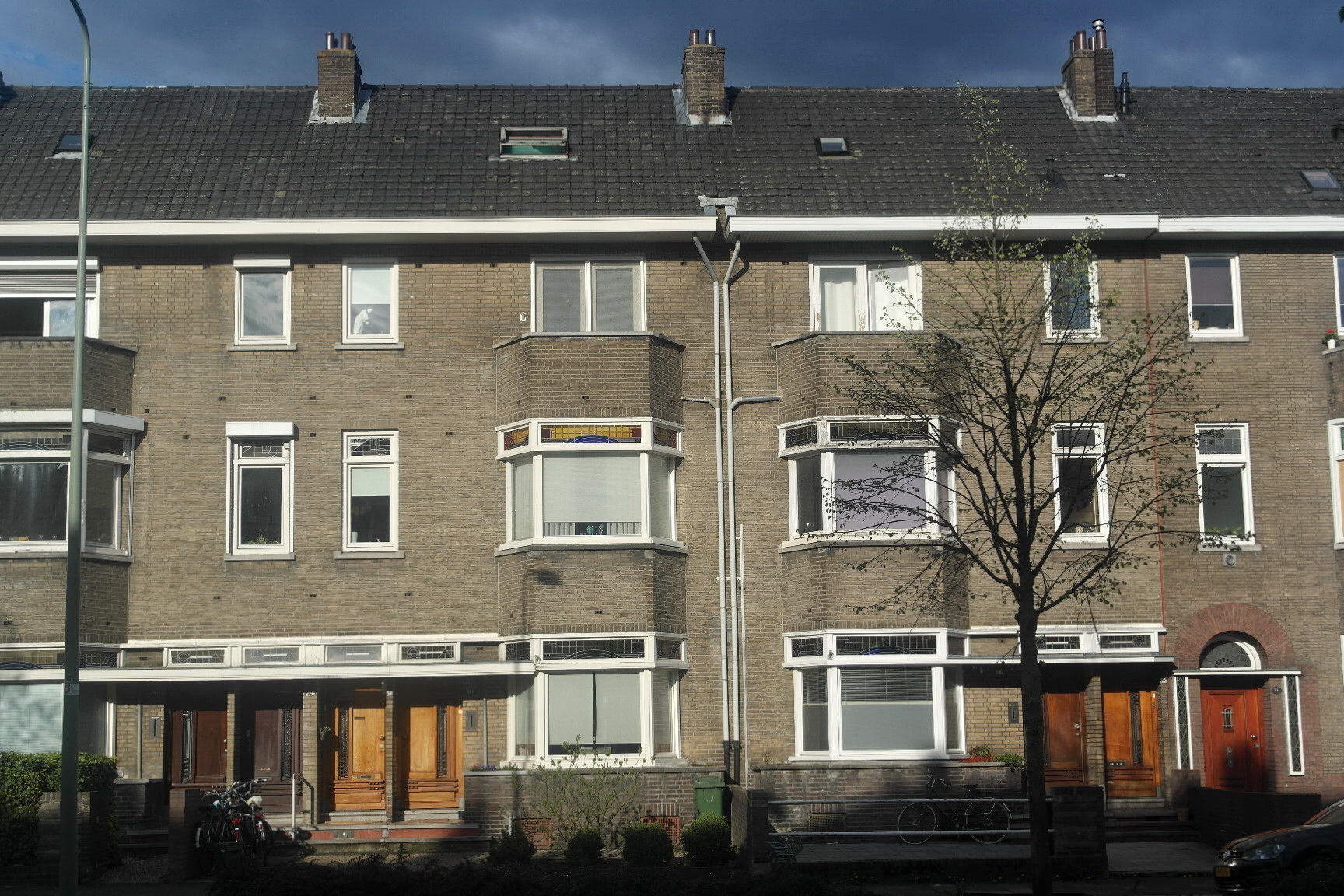
Hertogsingel 29a-35
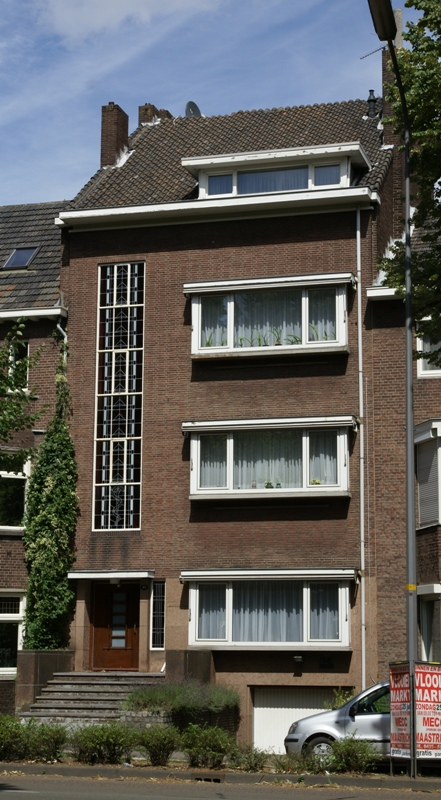
Nr. 43
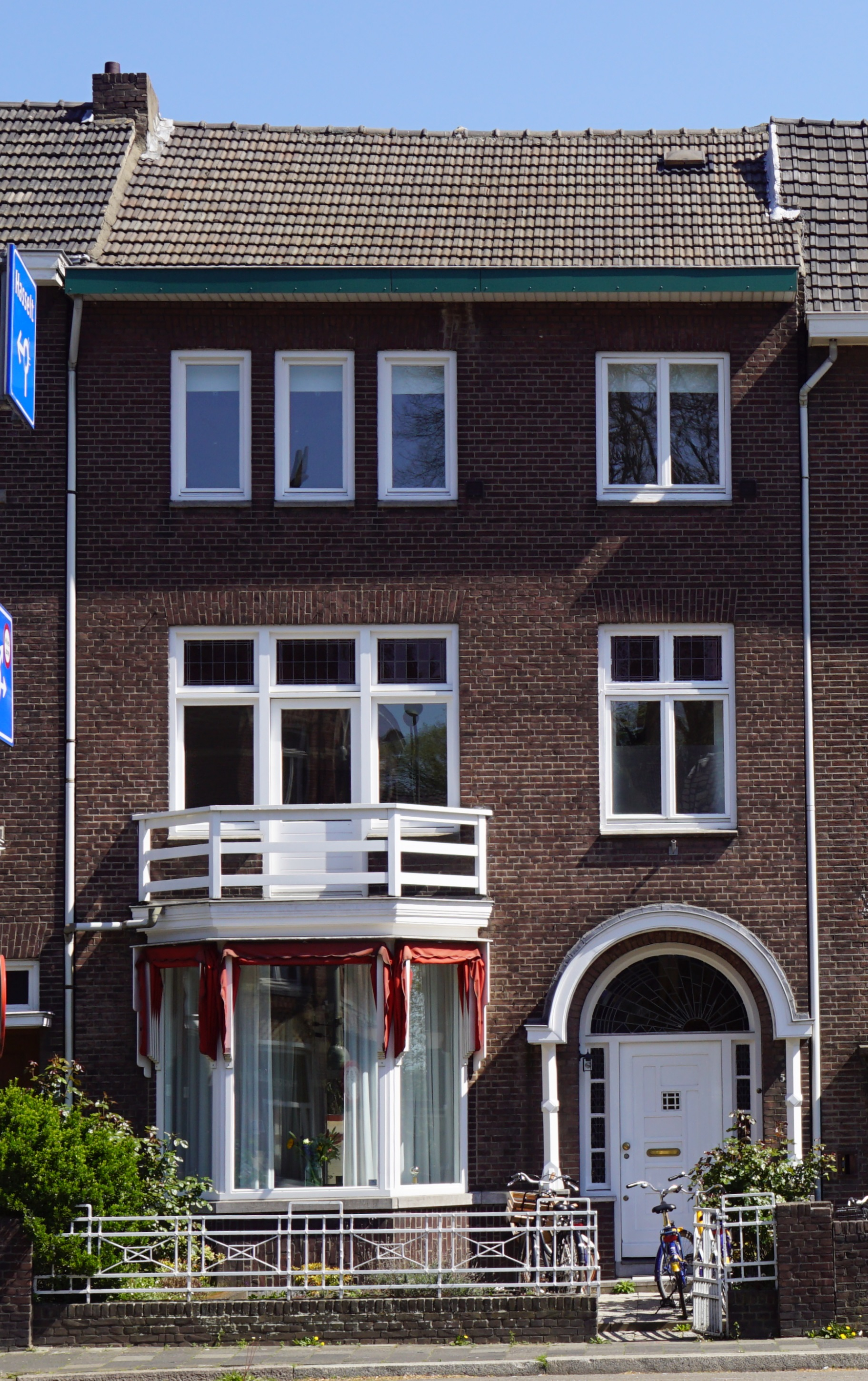
Nr. 53
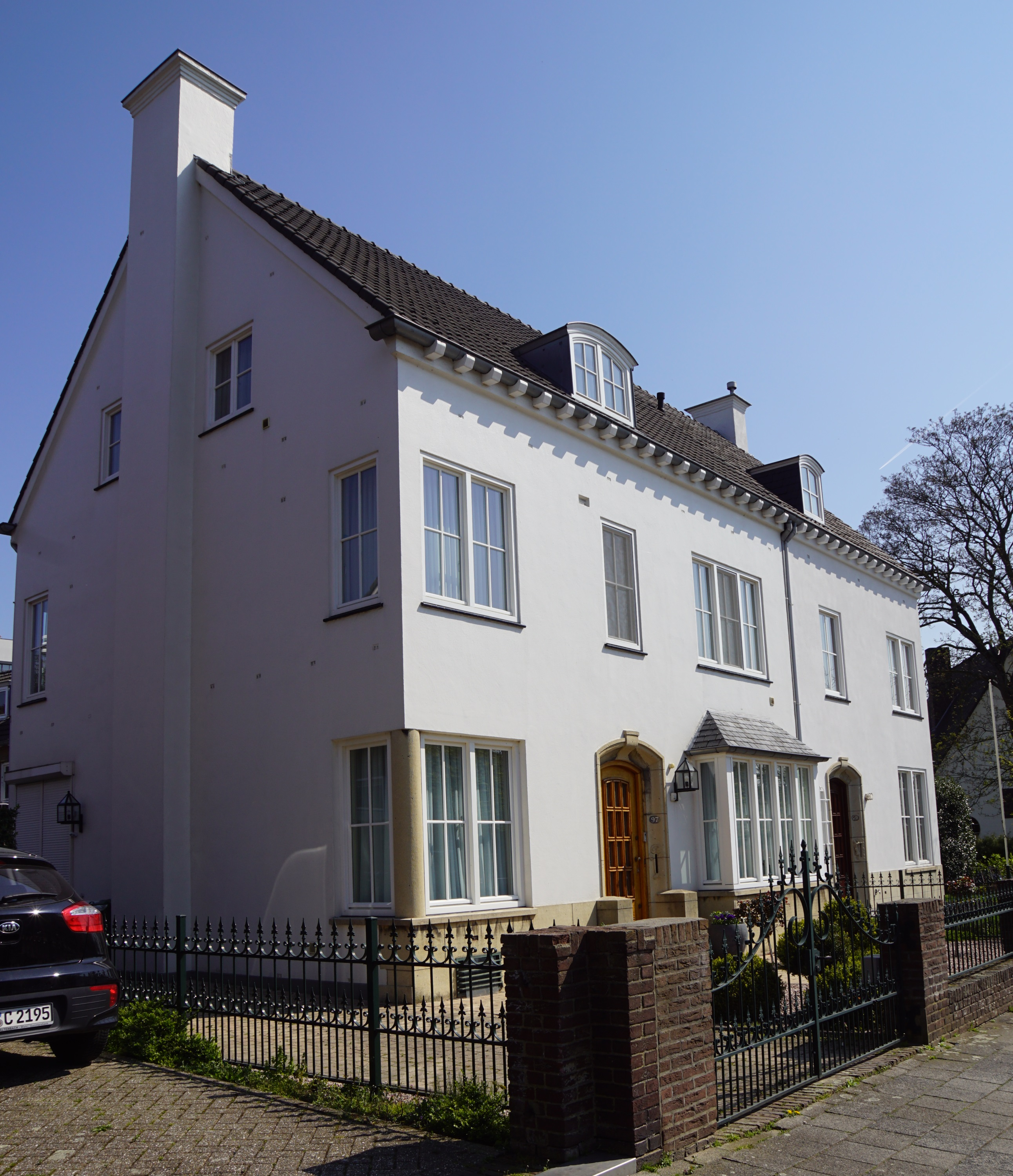
Nrs. 97-99